# Aticismo

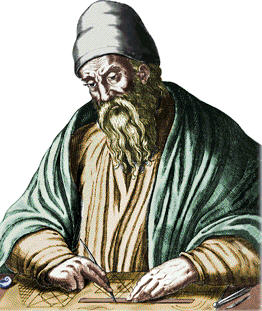
Euclides de Alejandría (ca. 325 a. C.-ca. 265 a. C.), matemático y geómetra griego.

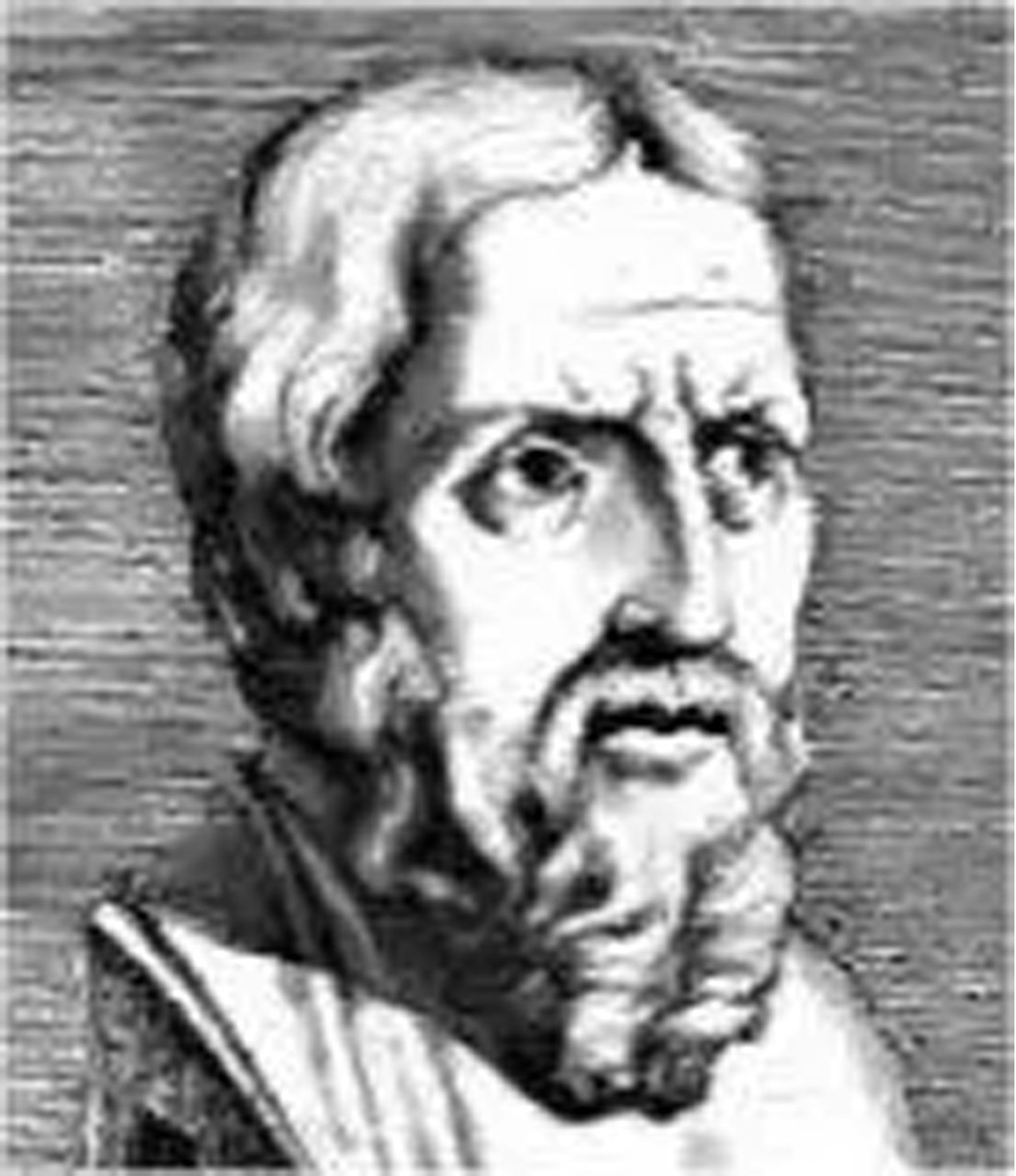
Dionisio de Halicarnaso (c. 60 - 7 a. C.) fue un historiador, crítico literario y profesor de retórica de origen griego que vivió en Roma, en la época del emperador Augusto.

El término aticismo (griego antiguo: Ἀττικισμός [Attikismós]; neogriego: Αττικισμός; latín: Atticismus) literalmente significa "imitación del dialecto ático clásico". Fue un movimiento retórico y literario que comenzó en el primer cuarto del siglo I a. C., es decir, ya en la época postclásica.  
Intentaba retornar a los métodos clásicos tras el pretencioso estilo percibido en la época helenística, la retórica sofista y llamada así por la vuelta a los métodos de los oradores áticos.  Algunos autores de la época del griego koiné, como Euclides, revivir la pureza del ático moderno.  Se caracterizó también por la corrección, la sencillez, la delicadeza y la elegancia propias de los escritores y oradores atenienses de la Grecia clásica.  
Aunque el lenguaje directo del aticismo llegó a ser sobreelaborado como las peroratas a las que intentaba reemplazar, su original simplicidad significa que permaneció universalmente comprensible a lo largo de todo el mundo griego. Esto ayudó a mantener conexiones culturales vitales a través del Mediterráneo y más allá. Escritores como Luciano también adoptaron el aticismo, significando que el estilo sobrevivió hasta el Renacimiento.
Representado por retóricos de relieve como Dionisio de Halicarnaso, y gramáticos como Herodiano y Frínico Arabio en Alejandría, esta tendencia prevaleció desde el siglo II a. C. hasta más allá, y con la fuerza de un dogma eclesiástico controlado por toda la posterior cultura griega, incluso en la forma viva del idioma griego, siendo transformado en el moderno griego, que oscureció totalmente y sólo encontró ocasionalmente expresión, principalmente en documentos privados, y también en la literatura popular.  
También se llamó aticismo a un estilo de pintura que surgió en Francia entre los años 1647 y 1660, corriente artística dentro del clasicismo francés.
 El contenido de este artículo incorpora texto de la Enciclopedia Católica (1913), que se encuentra en el dominio público.
- Datos: Q746783